# Монети Сіверського князівства (1380-1393)
Монети Сіверського князівства — карбувалися за часів князювання Корибут-Дмитра Ольгердовича (1380—1393) у Сіверському та Чернігівському князівствах. Виготовлялися срібні гроші (вага 0,65—1,5 г) та мідні денарії (вага бл. 0,38 г).

## Історія

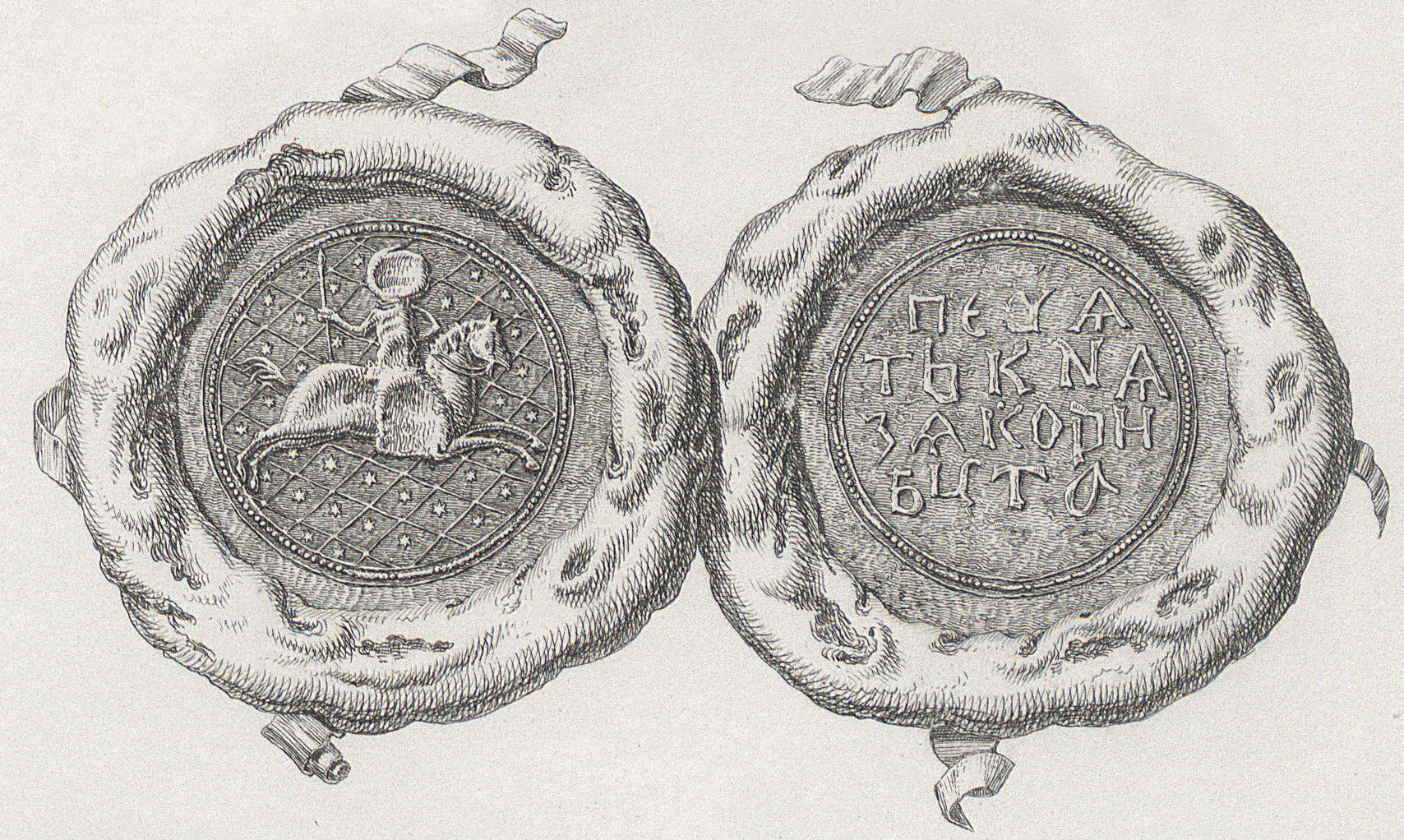
Печатка Корибута Ольгердовича. Збереглися 3 екземпляри печатки: за 14 серпня 1385, 23 жовтня 1386 та 18 травня 1388 рр. На печатці зображувався вершник з мечем у руці — так звана «литовська Погонь»

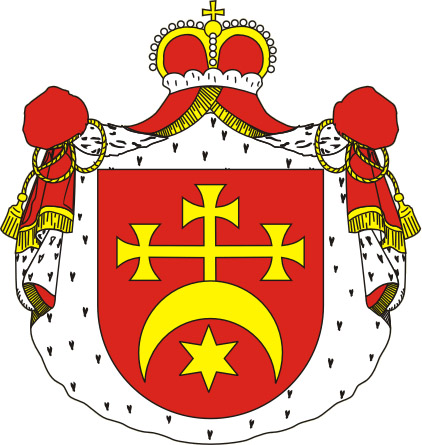
Герб князя Корибута-Дмитра Ольгердовича

Починаючи з середини XIV ст. землі Південної Русі потрапляють у складний територіальний процес. Землі, що перебували під васальною залежністю Золотої Орди і які мали більш-менш адміністративну цілісність, потрапляють до складу Великого князівства Литовського династії Гедимовичів. Такі важливі політичні та економічні зміни вплинули на хід подальшого грошового обігу. В ті часи значну роль у грошовому обігу на південно-українських землях відіграли джучидські срібні монети – теньги, які перебували фактично в обігу на усіх територіях Улусу Джучі. 
Найчастіше монети періоду карбування князя Корибута знаходяться у скарбах поодиноко. Їхня мала кількість свідчить про незначні масштаби емісії, що спричинені були в першу чергу низьким розвитком товаро-грошових відносин та відсутності власної сировини. З приходом на престол Великого князівства Литовського князя Вітовта (1393–1430) до Корибута-Дмитра почали висуватися вимоги. Йому наказувалося визнати за Вітовтом верховну владу, присягнути на вірність та відновити сплату данини. Однак ці умови не були прийняті — поміж князями розгорнувся військовий конфлікт, який закінчився поразкою Новгород-сіверського князя. Взимку 1392—1393 рр. Корибута було усунено від управління удільним князівством, замість якого Вітовт надав йому кілька замків Подільського князівства — Вінницю, Брацлав, Сокілець та Кременець, де він і помер близько 1404 року..

## Гріш

Срібний гріш Дмитра-Корибута. 70-ті роки XIV ст.

Срібний гріш Дмитра-Корибута. середина 80-х років XIV ст.

У сіверському карбуванні перших монет майстер наслідував теньги колишніх золотоординських ханів — ті, які перебували в обігу до польсько-литовського вторгнення. Гроші були викарбованими на срібних заготовках розміром 21 мм. Їхня вага коливалася від 0,65 г до 1,5 г, яка приблизно прирівнювалася до ваги джучидської теньги. На срібних грошах карбувався характерний знак Корибута — символ власності князя. 
Цей символ нагадував, стилізований тризуб, який використовували в різних варіаціях багато князів Київської Русі, або покладену на бік «вісімку» увінчану зверху хрестом. Пізніше такий знак також використовував на своїй печатці син Корибута — Федір Корибутович як родовий символ династії Ольгердовичів. До сіверського карбування дослідники відносять і монети, що не мають князівської позначки, але за вагою та розміром подібні до монет зі знаком князя. На реверсі монет із княжим знаком зображувався литовський меч та на деяких монетах карбувалося кирилицею ім'я князя в скороченому вигляді: ДКОРИБТВО

## Денарій

Мідний денарій часів карбування Дмитра Коробута

За часів правління Корибута-Дмитра карбувалися мідні монети — денарії. Монети виготовлялися на тонких мідних дротиках, вага таких денаріїв становила бл. 0,38 г. На аверсі зображувався княжий символ власності поруч з литовським мечем. На реверсі карбувалося ім'я князя.